# 188P/LINEAR-Mueller
La comète LINEAR-Mueller, officiellement 188P/LINEAR-Mueller, est une comète périodique du système solaire, découverte le 17 octobre 1998 par Jean Mueller et le LINEAR.